# Il Pordenone
Il Pordenone, sobrenom de Giovanni Antonio de' Sacchis (c. 1483 – 1539), va ser un pintor italià de l'escola veneciana, actiu durant el Renaixement. Giorgio Vasari, el seu principal biògraf, l'identifica amb el nom de Giovanni Antonio Licinio.

## Biografia

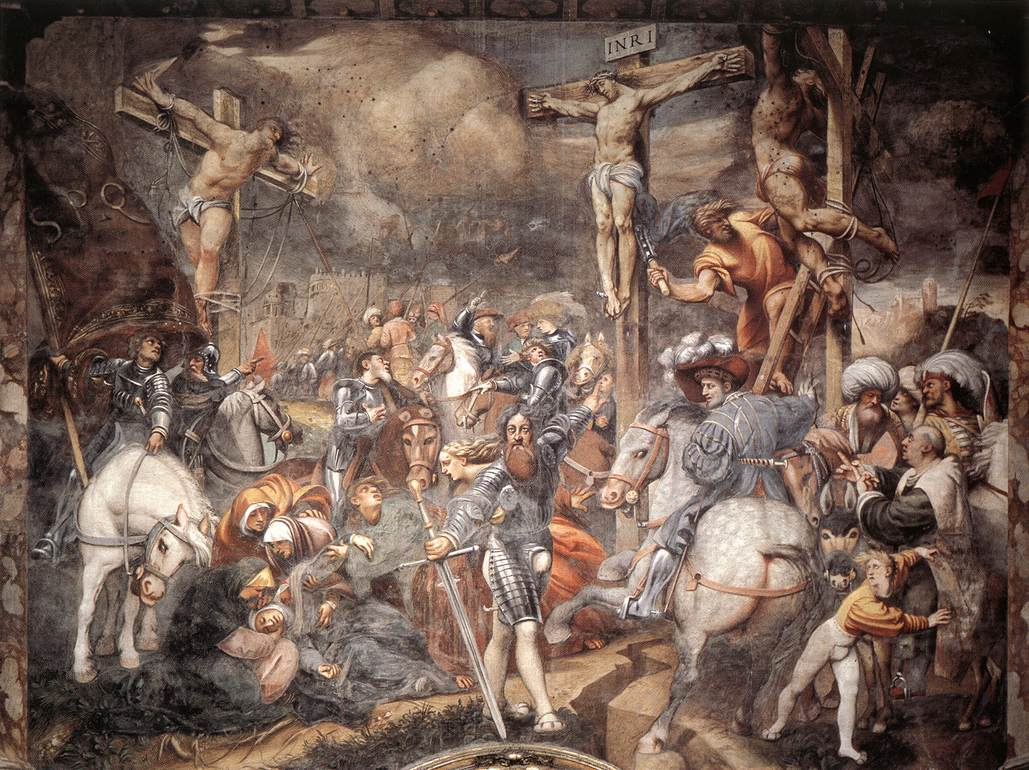
Gòlgota, del Pordenone, Catedral de Cremona.

Va ser conegut habitualment com Il Pordenone per have nascut l'any 1483 a Corticelli, un llogaret prop de Pordenone, a Friuli. Va acabar per abandonar el nom de Licinio en haver-se barallat amb els seus germans, un dels quals el va ferir a la mà; aleshores va prendre el nom de Regillo, o De Regillo. Hi ha qui diu que ocasionalment va usar el cognom de sa mare: Cuticelli Signava les seues obres com Antonius Portunaensis, o De Portunaonis. Va ser nomenat cavaliere per Carles V.
Com a pintor, Pordenone va ser deixeble de Pellegrino da San Daniele, tot i que es va deixar influir molt per l'obra de Giorgione. La llegenda que diu que va ser deixeble de Giovanni Bellini en companyia de Ticià és falsa. S'ha dit que el primer encàrrec el va rebre d'un botiguer del seu poble, per comprovar si l'afirmació de l'artista sobre el fet que podia fer un retrat del rector en el temps de durada de la missa era certa; i que va aconseguir acabar-lo. El districte de Pordenone ha donat molts bons pintors; però Pordenone és el més conegut, com a vigorós mestre del clarobscur i de l'anatomia. L'edició de 1911 de l'Enciclopèdia Britànica afirma que «amb tot, pel que fa a la destresa en la pintura de nus, era bastant inferior a Ticià en destresa, melodramatisme i to». Els dos van ser rivals durant un temps, fins al punt que Licinio portava armes mentre pintava. Va excel·lir en el retrat; tant fos al fresc o a l'oli. Va fer moltes obres a Pordenone i arreu de Friuli, Cremona, i Venècia. Durant un temps residí a Piacenza, on hi ha una de les seues obres religioses més celebrades, Santa Caterina discutint amb els doctors a Alexandria. La figura de Pau de Tars que hi ha en aquesta composició és un autoretrat del pintor.
Va ser invitat pel duc Hèrcules II de Ferrara a la seua cort; on poc després moriria, l'any 1539, no sense sospita d'enverinament. Les seues darreres obres són en comparació més descurades i superficials.
En general va reeixir més en la pintura de figures masculines que en la de femenines, que semblen més rígides. Sembla que va ser una persona vehementment convençuda de les seues opinions, el que es deixa notar en el seu estil.
Cal citar-ne tres entre els seus principals deixebles: Bernardino Licinio, dit Il Sacchiense, el seu gendre Pomponio Amalteo i Giovanni Maria Calderari.

## Selecció d'obres
- Estudi sobre el martiri de sant Pere Màrtir (1526, J. Paul Getty Museum)[3]
- Sant Bonaventura,(National Gallery, Londres)[4]
- Sant Lluís de Tolosa de Llenguadoc, (National Gallery de Londres)[5]
- Sants Prosdocimi i Pere (1516, Museu d'Art de Carolina del Nord, Raleigh).
- Gòlgota (1520-21, fresc, Catedral de Cremona)
- Mare de Déu i Infant entronitzats amb sants (c. 1525, Església parroquial de Susegana, Treviso)[6]
- Sant Llorenç Giustiniani i altres sants (1532, originalment a S. Maria dell' Orto, avui dia a les Gallerie dell'Accademia, Venècia)
- Mare de Déu i Infant entronitzats amb sants (1525)
- Sant Martí i sant Cristòfol (1528-29, Església de Sant Roc, Venècia)
- Sant Llorenç Giustiniani i dos frares amb sants (1532, Galleria dell'Accademia, Florència)
- Sants Sebastià, Roc i Caterina (1535, Església de San Giovanni Elemosinario, Venècia)[7]
- Mare de Déu i Infant entronitzats amb sants (1525, Església parroquial de Grandcamp, França).
- La disputa de santa Caterina i els filòsofs pagans (Catedral de Piacenza)[8]
- Deposició i Immaculada Concepció (1530, Església de l'Assumpció, Cortemaggiore)
- Sant Gotard i els sants Sebastià i Roc (Museo Civico d'Arte, Pordenone)
- Santa Caterina i màrtirs (Museo Civico di Conegliano)
- Dibuixos, Biblioteca Ambrosiana, Milà
- Reis Mags (Catedral de Treviso)[9]

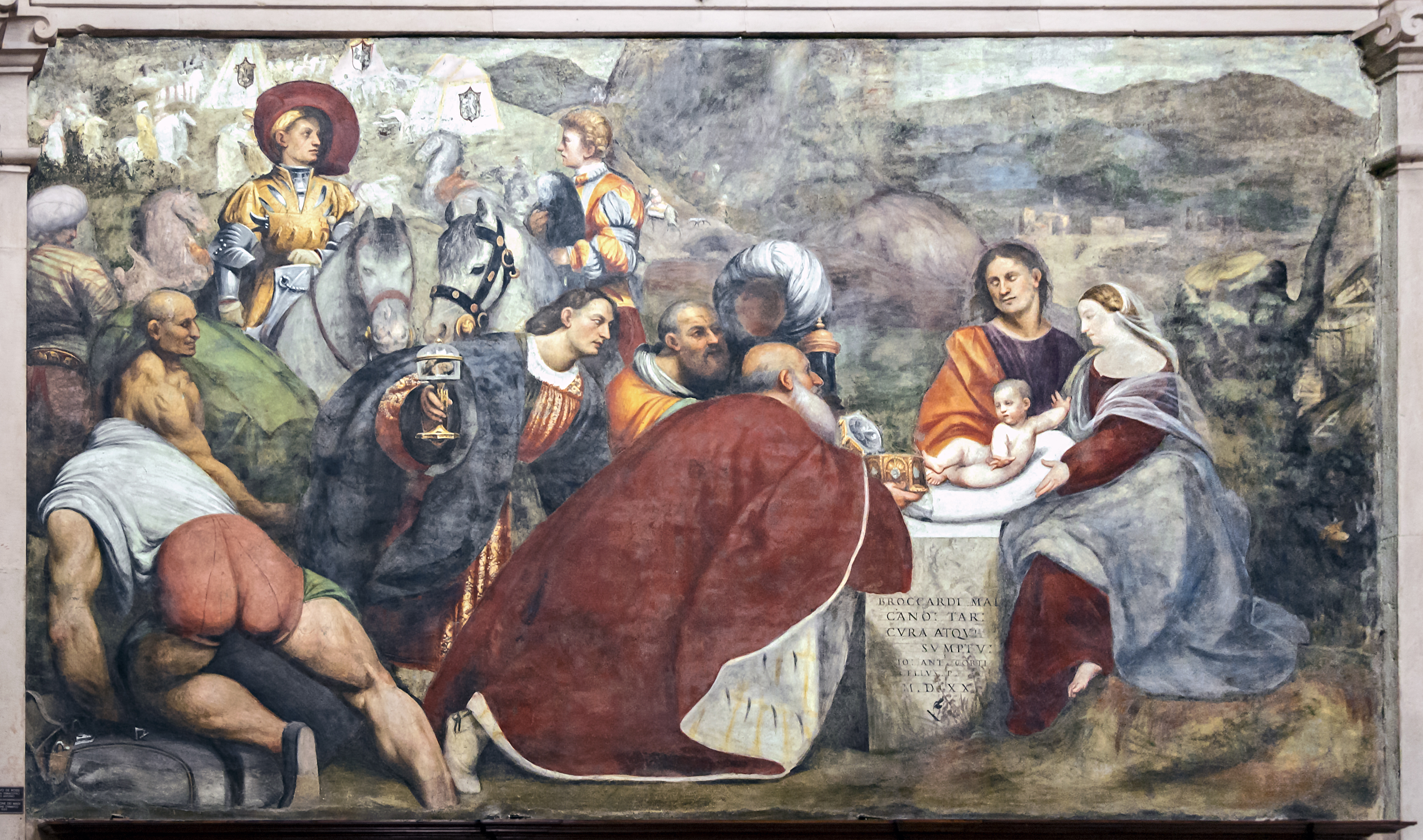
Reis Mags (Catedral de Treviso)

## Bibliogragia
- Aquest article incorpora text d'una publicació que es troba en domini públic: Chisholm, Hugh. Encyclopædia Britannica (edició de 1911) (en anglès). 11a ed.  Cambridge University Press, 1911.